# アメト＝ハン・スルタン
アメト＝ハン・スルタン（クリミア・タタール語： Amet-han Sultan、ロシア語: Амет-Хан Султан; 1920年10月25日 - 1971年2月1日）は、ラク人とクリミア・タタール人のハーフで、ソビエト連邦の軍人、エース・パイロット。ソ連邦英雄（2回）。

## 生涯
1920年10月25日にクリミア半島のアルプカで労働者階級の家に生まれた。当時、クリミア半島はピョートル・ヴラーンゲリ率いる南ロシア軍の最後の勢力拠点だったが、11月のペレコープ＝チョーンガル作戦によって赤軍の手中となった。父親スルタン・アメト＝ハンはクリンスキー地区から移住してきたラク人、母親ナシーブはクリミア・タタール人。本来の出生名は「アメト・スルタノヴィチ・アメト＝ハン」で、アメトの名前は祖父の名前に由来する。現在一般的な「アメト＝ハン・スルタン」の名前は、軍事航空学校入学時の手違いが原因で、誤って父の名が記入されてしまい、更に姓と名が逆転してしまったものである。「アメト＝ハン」の名前は時折仲間から茶化されることがあったが、彼自身もしばしば「俺はハーンとスルタンの両方さ」と冗談を言っていた。彼の友人や家族のほとんどは、彼をスルタンではなくアメト＝ハンないし本来のアメトで呼んでいた。
1937年に7年制学校を卒業し、シンフェロポリの鉄道工場学校を経て1938年より地元の駅で整備士として働きながら、ザヴォードスコエ空港に拠点を置くエアロクラブで学んだ。1939年2月に赤軍に加わり、1940年にセヴァストポリのA.F.ミャスニコフ名称第1カチャ軍事航空学校を卒業して第122戦闘機航空連隊に配属された。

### 第二次世界大戦での活躍

#### 初戦果
ナチス・ドイツが1941年にソ連に侵攻したとき、アメト＝ハンは第4戦闘機航空連隊のパイロットであったが、ただちに前線に配備され、ロストフ・ナ・ドヌ防空戦に参加した。当時の使用機は、時代遅れのポリカルポフI-153であった。高い損害を受けた後の1942年頭、連隊は再訓練され、新しく受領されたホーカー ハリケーンを配備した。1942年3月、連隊はヤロスラヴリ防空戦に配備された。5月31日、ユンカースJu 88と対峙していたアメト＝ハンは、弾薬が空になったと知るや、正面からタラーン（体当たり攻撃）を敢行し、上向きに飛ぶと左翼で敵機の翼を破壊した。彼は腕と頭に怪我を負い、コックピットのダッシュボードに何回も頭をぶつけたが、燃え盛る機体から脱出し落下傘で降下した。着陸した先は農場であった。農夫たちはアメト＝ハンをドイツ空軍のパイロットと疑い熊手を向けてきたが、アメト＝ハンがパイロットのコートを折り返して赤星勲章を見せると、農夫たちは態度を改め、飛行機の墜落地点を調べた。Ju 88の2人のパイロットは、アメト・ハーンが休んでいる間に村人によって発見された。アメト＝ハンは体力を回復させるために農場にそのまま一晩滞在したが、昼に連隊政治委員のN.I.ミロノフが訪れ、彼を起こして攻撃の成功を祝福した。その後すぐに病院に短期入院し、連隊に復帰した。彼は僚機のパイロットたちから、自機を下向きではなく、上向きに体当たりしていれば着陸装置を壊しただけで済み、胴体着陸させ、傷付かずに立ち去ることが出来たかもしれなかったとからかわれるようになった。
その後、爆撃機は偵察任務にあったことが判明し、機体を犠牲にした彼の働きはソ連空軍の損失を少なくした事に繋がった。この戦果により、彼はヤロスラヴリ市都市防衛委員会より記念の時計を贈られ、後にレーニン勲章を授与された。

#### 第9親衛戦闘機連隊への転属
同年夏、アメト＝ハンは第4戦闘機航空連隊の中から抽出された派遣部隊の一員として、ブリャンスク戦線第287戦闘機航空師団隷下に配属される。ヴォロネジ上空にて、いずれも共同でBf109 10機、He-113およびJu-87 各1機の撃墜を記録する。8月にスターリングラードに再配属され、乗機は国産のYak-7Bとなった。連隊の中でもいち早く夜戦に従事した者として指揮官から称賛された。その後まもなくヴォロネジに戻り、乗機はYak-1となったが、なかなか戦果を挙げられなかった。12月になって、ようやくHe-111 1機の単独撃墜を報告する。スターリングラードの戦いでは、一転してたちまち撃墜数を増やし、10月に名門の第9親衛戦闘機連隊に再配属された。この部隊は、ドイツの航空攻撃に対抗するべく全員が飛行エースで再編成されていた。著名な部隊員としては、当時ソ連のトップエースだったミハイル・バラノフ、最初の女性飛行エース、リディア・リトヴァクがいた。1942年8月にスターリングラード上空で、乗機Yak-7が撃墜されるも、2度目のパラシュートで生還。1942年11月、第9親衛戦闘機連隊の第3飛行隊隊長就任、以後終戦まで同職を務めた。また、上空からの襲撃のため、第8空軍司令官ティモフェイ・フリューキンは、機体にワシのパーソナルマークを描くことを許可した。
1943年にベルP-39 エアラコブラの受領と慣熟訓練の後、ロストフ・ナ・ドヌ上空の戦闘に参加し、タガンログ、メリトポル、クリミア半島奪還戦の一環として、クバン地域での激戦を目の当たりにした。1943年8月24日、モルドバ、ウクライナ南部、ヤロスラブリ防空戦のみならず、南部、ブリャンスク、スターリングラードの最前線での戦闘に貢献したことでソ連邦英雄称号を授与された。ソ連の公式文書に記録されてはいないが、英国の歴史家トーマス・ポラックとクリストファー・ショアーズは、アメト＝ハンはJu 88に二度目のタラーンを敢行した事が1943年の冬にスターリングラード戦に派遣された原因であるとしている。記録上、タラーンを敢行したソ連軍パイロットは2回が17名、3回がアレクセイ・クロビストフら2名、4回はボリス・コフザン1名のみである。

#### クリミア・タタール人としての苦悩

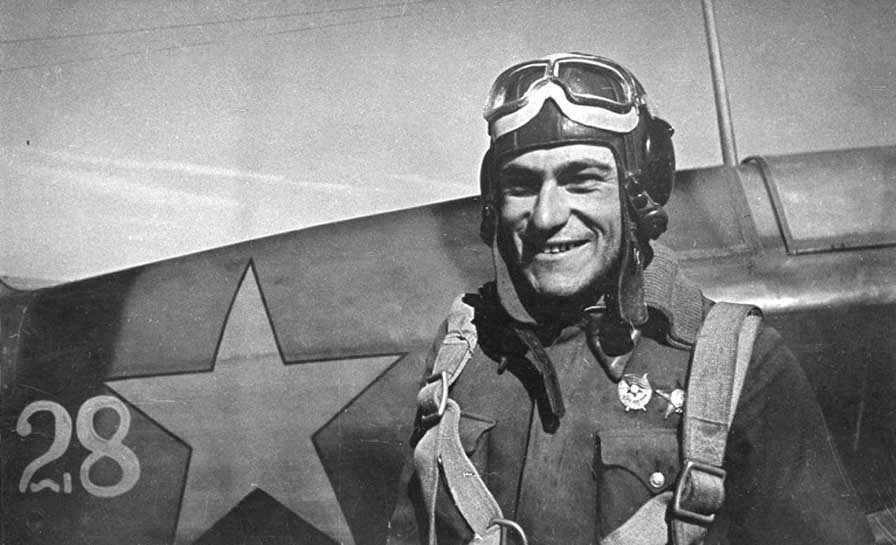
スターリングラード戦にてYak-7を駆るアメト＝ハン

ソ連がクリミアを解放した少し後、アルプカの家族の安否を確認するために1944年5月18日から20日までの3日間の休暇を取ることが許可された。そこで、彼は自身と同じクリミア・タタール人たちが対独協力の嫌疑をかけられクリミアから追放されているところを目の当たりにし、更に彼の兄イムランがNKVDに指名手配されていることを知った。アメト＝ハンがクリミアからドイツ軍を追放するべく心身を危険に晒していた間、イムランはドイツの補助警察に加わり、強制収容所の警備に従事していた疑いがあったのだった。クリミアの占領中、アメト＝ハン・スルタンの戦功を喧伝するプロパガンダがソ連軍によって空中投下され、その結果、両親はそれを知ったゲシュタポの追及を受けていた。イムランの対独協力は、両親が処刑を逃れるための苦渋の決断だった。家に入ったNKVD将校は、アメト＝ハンとその両親にクリミアからの退去を強制しようとしたが、彼らは激しく抵抗した。アメト＝ハンは暴行を受けながらも、自分はソ連邦英雄だ、自身の戦果はソ連に公認されたものであると主張した。当時、現場にいたパーヴェル・ゴロバチェフは、NKVDの役員は彼の民族的背景についてアメト＝ハンに尋問すると、技術的にはダゲスタン人であると見なし、クリミア・タタール人を国外追放する命令があったと述べた。
NKVDはクリミアのタタール人を国外追放し続け、タタール人であった彼の母親も輸送地点に送られたが、別の民族と結婚している場合は近親者含め国外追放は免除されることになっていたため、アメト＝ハンの友人であった他の空軍軍人の説得により彼の母も法的観点からクリミア・タタール人とは見なされず、ウズベキスタン移住を免除された。イムランは強制収容所に警備員として従事していたとして1946年に軍事裁判を受け刑を宣告されたが、残りの近親者は国外追放の全体的な処罰を免れた。それでもまだ残る戦火のため、結局アメト＝ハンの家族はクリミアを去らなければならなかったが、ウズベキスタンではなくダゲスタンに向かい、また荷造りと車の運転により多くの時間を与えられた。

#### 最後の戦闘
暴力的な国外追放を目の当たりにした後、アメト＝ハンは連隊に戻り、引き続き卓越した戦いぶりを見せ続けた。大戦後期、ケーニヒスベルク、東プロイセンベルリン攻略戦ではラヴォーチキンLa-7を乗機とする。ケーニヒスベルクでは、ノルマンディ・ニーメンのパイロットと共闘。また、僚機ボリス・マスレニコフが新人のチュブコフ、フヴォストフらとともに6機編隊でドイツ軍戦闘機6機編隊と交戦中、うち4機がフヴォストフを襲い、更にチュブコフを囲んだが、アメト＝ハンが攻撃に割って入りチュブコフの命を救った。1945年4月29日、ベルリン・テンペルホーフ空港の近くでフォッケウルフFw 190を撃墜、彼の30回目の単独撃墜にして最後の戦果となった。1945年6月29日に2回目のソ連邦英雄称号を受ける。合計30機を単独撃墜し、19機を共同撃墜、603ソーティー出撃し、150の空中戦に参加した。

## 戦後の生活

### テストパイロットへ
ソ連軍司令部の命令により、大戦を生き残った全ての飛行エースは戦後モニーノの空軍士官学校で再教育を受ける事になった。しかし、最低限の中等教育しか受けてこなかったアメト＝ハンにとっては厳しい要求で、最終的に中退許可を求め、1946年に受理された。飛行機の道を絶ってしばらくの間、鬱病に陥り、民間パイロットに転身する事すら出来なかった。そんな中、窮状を知ったアレクサンドル・ポクルィシュキン、アレクセイ・アレリューヒン、ウラジミール・ラヴリネンコフらかつての戦友は彼を励まし、ジューコフスキーの飛行調査研究所の試験操縦士への道を勧めた。1947年2月に入社して以来研究所での地位が上がり、1952年に一級試験操縦士に達した
。
1949年6月、イゴール・シェレストとともに、ソ連初の完全自動空中給油をツポレフTu-2で実施した。また同年、2人乗りのミコヤン・グレヴィッチ I-320全天候試作迎撃機の初飛行をヤーコフ・ヴェルニコフとともに行った。1951年から1953年まで、セルゲイ・アノーキン、フョードル・ブルテセフ、およびヴァシーリー・パブロフとともに、空対空ミサイルであるKS-1 コメートの有人試験を行った。試験中、アメト＝ハンはコメートの地上からの飛行（1951年1月4日）と、空母からの発艦（同年5月）をそれぞれ実施した最初のパイロットでもあった。ある試験飛行中、KS-1を切り離した後、エンジンが始動しないトラブルに見舞われるが、すぐにパラシュートで脱出せず再始動を繰り返し、最終的に再始動に成功、試作機の機体を守った。この行動に対して、テストパイロットチームのメンバー全員にソ連邦英雄金星章が授与されることになったが、当のアメト＝ハンだけは三重英雄とはならず、代わりに赤旗勲章とスターリン国家賞の第2席が授与された。クリミア追放を承認した張本人であるスターリンが、この件でクリミア・タタール人がテストパイロットとなっていることを知り激怒したからであるとされる。
アメト＝ハンが生涯行ったテスト飛行の多くは、軍用機の救命装置のテストが目的であり、死と隣り合わせの危険な任務であった。1958年11月12日、Sukhoi Su-7およびSu-9向けに設計された射出座席をテストするため、落下傘降下担当のヴァレリー・ゴロービンを乗せMiG-15を飛行中の事であった。排出装置発射のタイミングが早すぎたため機内で爆発が起こり、燃料タンクが破裂、ゴロービンの射出座席が固定された。操縦席は煙とガスで充満した上、ジェット燃料のケロシンも流れ込み視界が制限された。火の手が迫る中、ゴロービンとその指揮官が彼に航空機からの脱出を命じても、アメト＝ハンは同志の放棄を拒否し、戦闘機の緊急着陸を成功させた。
また、ユーリイ・ガガーリンや他の多くの宇宙飛行士のため無重力状態訓練用に改造したTu-16を操縦したこともある。彼ら宇宙飛行士からは冗談と敬意を込めて「パカン」（Пахан、親分）と呼ばれていた。1961年9月23日、テストパイロットとしての功績により、ソ連名誉試験操縦士を授与された。生涯操縦した航空機は96種類、飛行時間数は4,237時間であった。

### 事故死
1971年2月1日、新型ジェットエンジンをテストするため、キャビン内部を飛行実験室として改造されたTu-16を操縦していたが、機体が墜落し、アメト＝ハン含め搭乗していた5人の飛行士全員が死亡した。事故に関する公式報告書はペレストロイカ以後も機密事項とされているため、墜落原因は不明のままである。この事故で死亡したパイロットの慰霊碑が建設され、アメト＝ハンはノヴォデヴィチ墓地に栄誉礼をもって葬られた。彼の葬式には、クリミア・タタール公民権運動家、大祖国戦争の退役軍人、将軍をはじめ、ウラジーミル・イリューシン、アレクセイ・リャザーノフ、アブドライム・レシドフらテストパイロットなど、ソ連の様々な著名人が参列した。

## 家族
1944年の夏、モスクワで受領したLa-7戦闘機の慣熟訓練をしている間に、ファイナ・マクシモヴナ・ダニルチェンコと出会い、1952年に結婚。スタニスラフとアルスラーンの2人の子供を儲けた。2人とも成長すると軍に入隊し、いずれもアメト＝ハンの姓を名乗った。ファイナは、アメト＝ハンがテストパイロットという危険な仕事を続ける事に反対し、50歳の誕生日に引退してはどうかと提案していたが、アメト＝ハンが応じることはなかった。ファイナとアルスラーンは、アメト＝ハンの事故死から間もなくして後を追うように亡くなっている。

## 政治活動
アメト＝ハンは、ソビエト連邦でクリミア・タタール人の名誉回復と帰還権を公に要求した最初の一人だった。1965年2月5日、他の数人のクリミア出身の共産党員と共に、共産党の中央委員会に以下の請願書を送った。
| 「 | 偉大な祖国への愛と無限の献身は、故郷への愛、郷土への愛、祖先の墓への愛を排除するものではありません。ソビエト民族の偉大で友好的な家族は、私たちの人民、私たちの家族で構成されています。平和、家族と人民の幸福を妨げるものは全て、慎重に研究した上で排除しなければなりません。なぜなら、私たちの国、私たちの人民の平和、友情、力もそれに依存しているからです。これらの信念に基づき、すべての人々の友情と幸福の名の下に、私は我が人民の子であると同時に祖国に限りなく献身を行う存在です。ソ連の市民として、ソ連人民の子として、レーニン主義の党に要求します。 1. 我が人民は、彼らが故郷から無実に、不必要に、そして理由なく送られたという事実に屈辱を受け、怒っています。彼らを母なる故郷クリミアに返してください。 2. 公平性は人民から奪われました。この公平性を回復し、平等な人民としてソ連人民の一枚岩で友好的な家族に彼らを戻してください。 二重英雄アメト＝ハン・スルタン 1965年2月5日 | 」 |

だが、フルシチョフが国外追放を非難し、1950年代のチェチェンやカラチャイなどの国々で他の追放された人への完全な返還権を与えたにもかかわらず、要求は拒否された。クリミア・タタール人に完全な返還権が認められたのはアメト＝ハンの死後、ペレストロイカの時である。
晩年にはモスクワのユーリ・オスマノフ、Zekie Chapchakchi、Ablyakim Gafarov、Safie Kosse、Seitmemet Tairov、ムスタファ・セリモフや、サマルカンドのAishe Seitmuratova、イリヤス・ムスタファエフ、ムスタファ・コンスルなど、多くのクリミア・タタール人活動家や指導者と会談した。
パスポートの国籍欄はじめ公文書等では、NKVDからそれを変更するように頻繁に圧力を加えられたにもかかわらず、彼はタタール人であることを生涯貫いた。同じくテストパイロットのアレクサンドル・シチェルバコフによれば、フランスでのノルマンディー・ニーメン連隊の記念式典に不参加だったのは表向きはSu-9のテストのためとされたが、実際はそうした背景があったからだという。

## 評価

### クリミア・タタール人からの評価
権利運動への参加もあり、クリミア・タタール人コミュニティにおいてはアメト＝ハンはクリミア・タタール人の英雄として象徴的な地位にある。
1974年、ノヴォデヴィチの墓にタタール人彫刻家サドリ・アクン作のアメト＝ハン像が追加された。2010年、ヤロスラヴリで彼がJu 88に体当たり攻撃を敢行した地点には記念碑が設置された。ウクライナとロシアのアルプカ、ダゲスタンのマハチカラ、ツォヴクラ村などの町には銅像や胸像がある。シンフェロポリには「アメト＝ハン広場」があるほか、アルプカ、スダク、ヴォルゴグラード、ジュコーフスキーには「アメト＝ハン通り」がある。そのほか彼が学んだエアロクラブ、小惑星にもアメト＝ハンの名前が冠されている。
1993年、アルプカにアルプカ アメト＝ハン・スルタン博物館が開館。La-7のレプリカやKS-1コメートが展示されている。
2013年、ウクライナでアメト＝ハーンを主役とするクリミア・タタール語映画「ハイタルマ」が製作された。アテム・セイタブライェフが監督・主演。
また、シンフェロポリ空港にアメト＝ハンの名前を冠するようクリミア・タタール人団体からロシア政府へ繰り返し請願が行われたが、実現しなかった。

### ダゲスタンでの評価

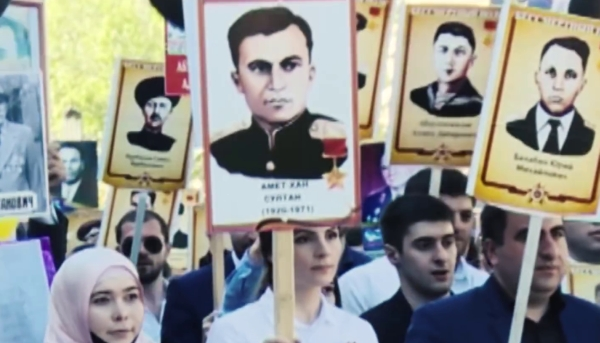
マハチカラで行われた愛国デモ運動不滅の連隊でアメト＝ハンの肖像を掲げる参加者（2016年3月9日）

アメト＝ハンは生涯クリミア・タタール人であることを公言していたが、父方のルーツの「ダゲスタン人」であると主張したことはなかった。しかしダゲスタン共和国でもアメト＝ハンをダゲスタン人の英雄と見る動きもあり、クリミア・タタール人団体と衝突することがある。ダゲスタンの新聞「ダゲスタン・プラウダ」は彼の事故死の際、「ダゲスタンの人民の勇敢な息子」と題した追悼記事を組んだ。1988年にはカスピスクの第8中学校を「アメト＝ハーン名称第8中学校」と改名。
ダゲスタン共和国首都マハチカラをはじめカスピスク、サカ（Sakah）にも「アメト＝ハン通り」があるほか、アメト＝ハンの名を冠した峰もある。
2016年、ダゲスタン共和国政府はローカル褒章として「アメト＝ハン記章」を作成した。マハチカラ近郊のウイタシュ空港は彼の名誉にちなんで命名された。
なお、前述のとおりアメット・カーンはダゲスタンで生まれ育ったことはなく、ダゲスタンの言語を一つも話せなかった。また、アメト＝ハンは彼の国民意識について尋ねられたとき、誇らしげに「私はクリミア・タタール人の息子です！」と言っていたが、一方でダゲスタンの詩人ラスール・ガムザートフは著書「わがダゲスタン」の中で、アメト＝ハンと対談した際、彼はこのように話したと記している。
| 「 | 私はタタール人の英雄でもラク人の英雄でもありません。私はソ連の英雄です。そして誰の息子でしょうか？父と母です。それらを互いに分離することは可能でしょうか？ | 」 |

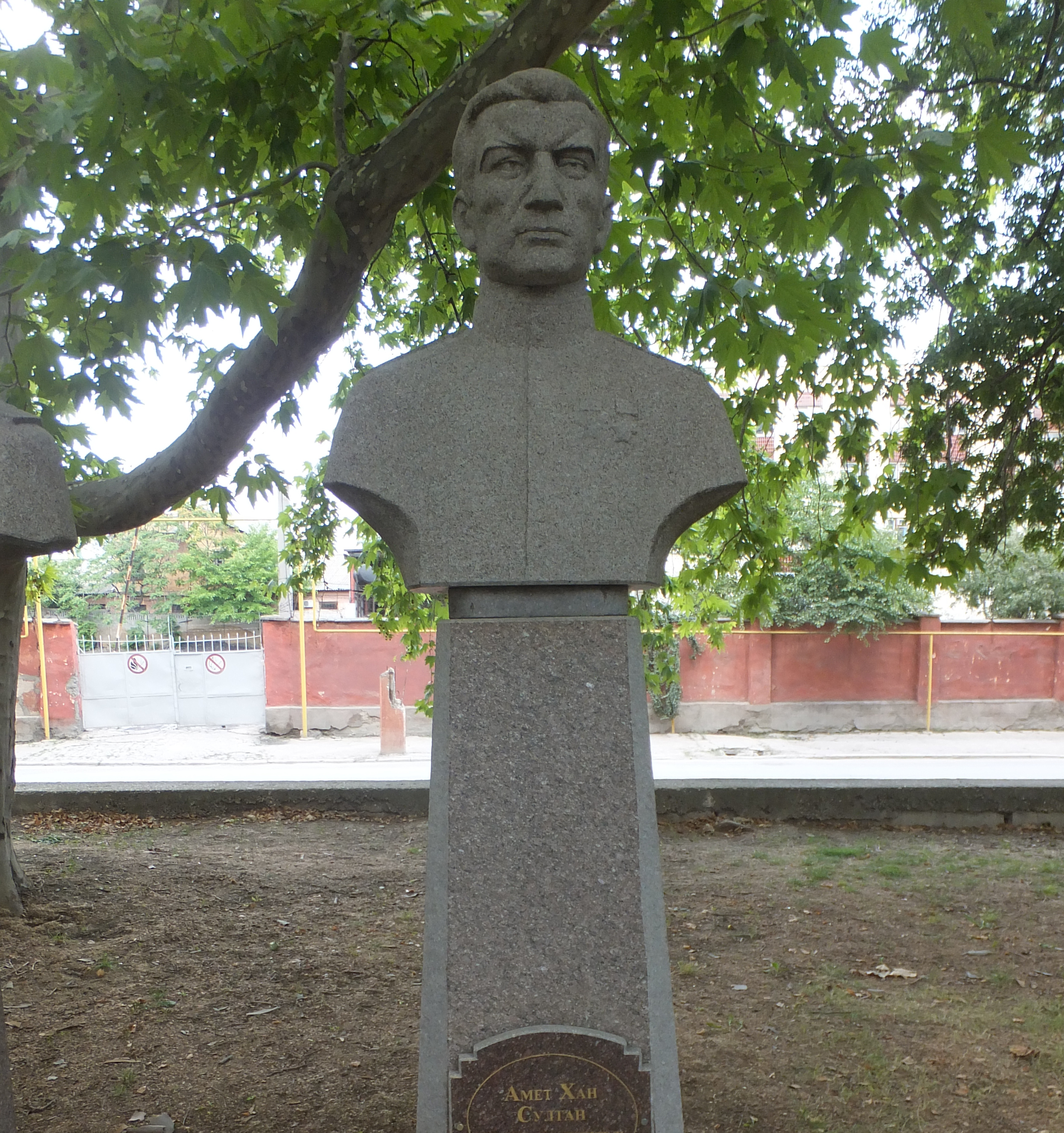
フェオドシヤにある胸像
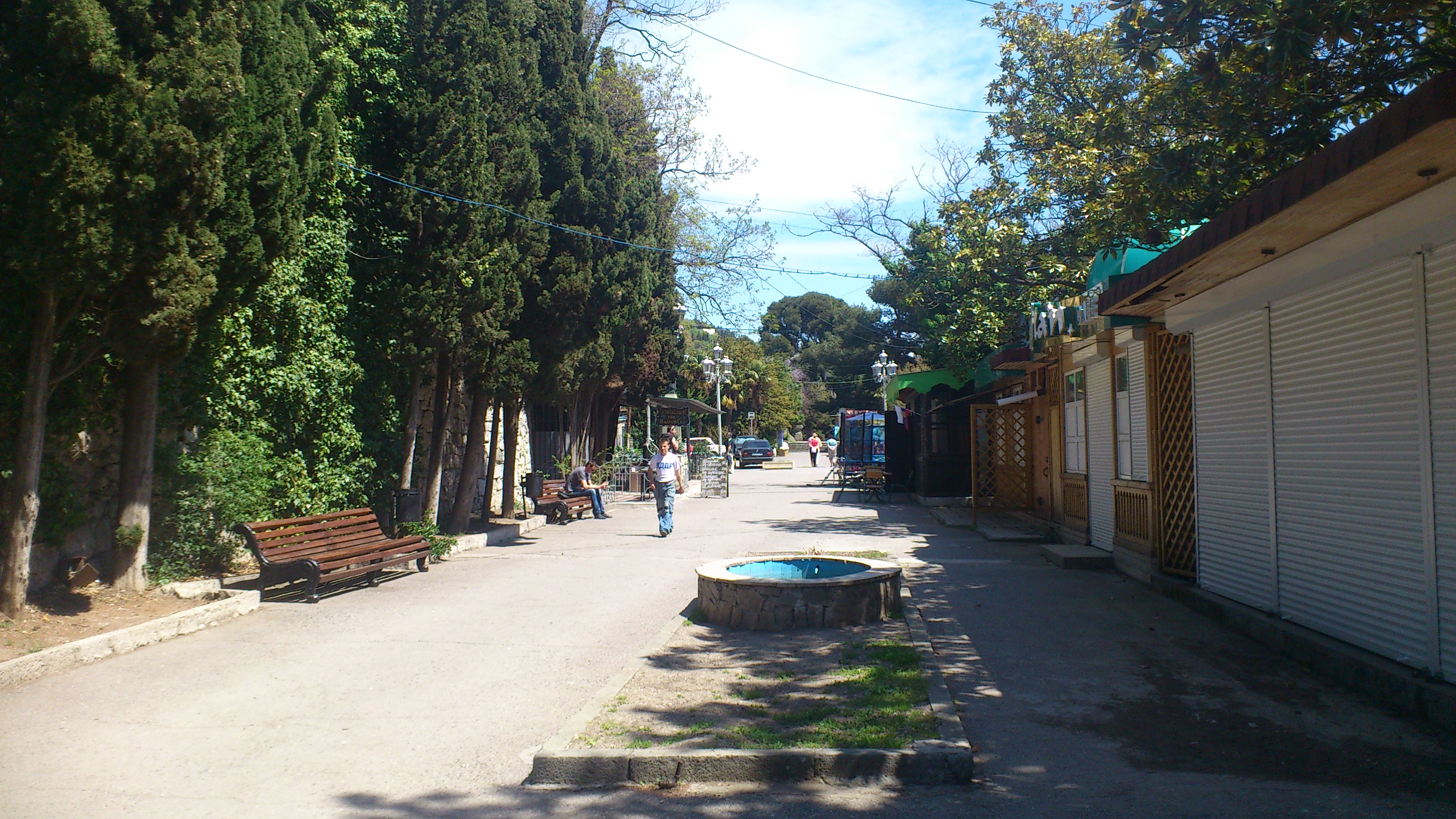
アルプカの「アメト＝ハーン通り」
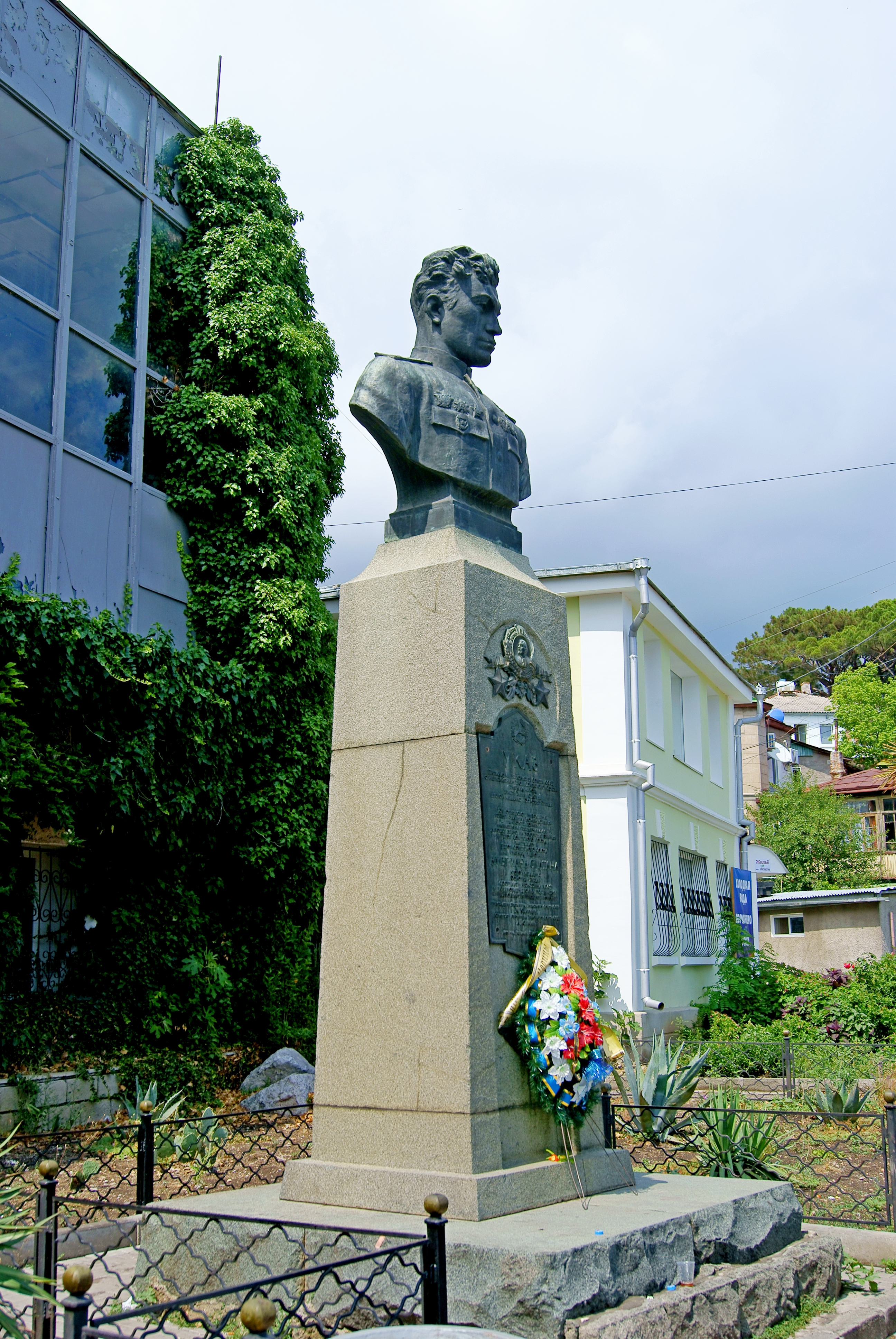
アルプカの「アメト＝ハーン通り」にある胸像
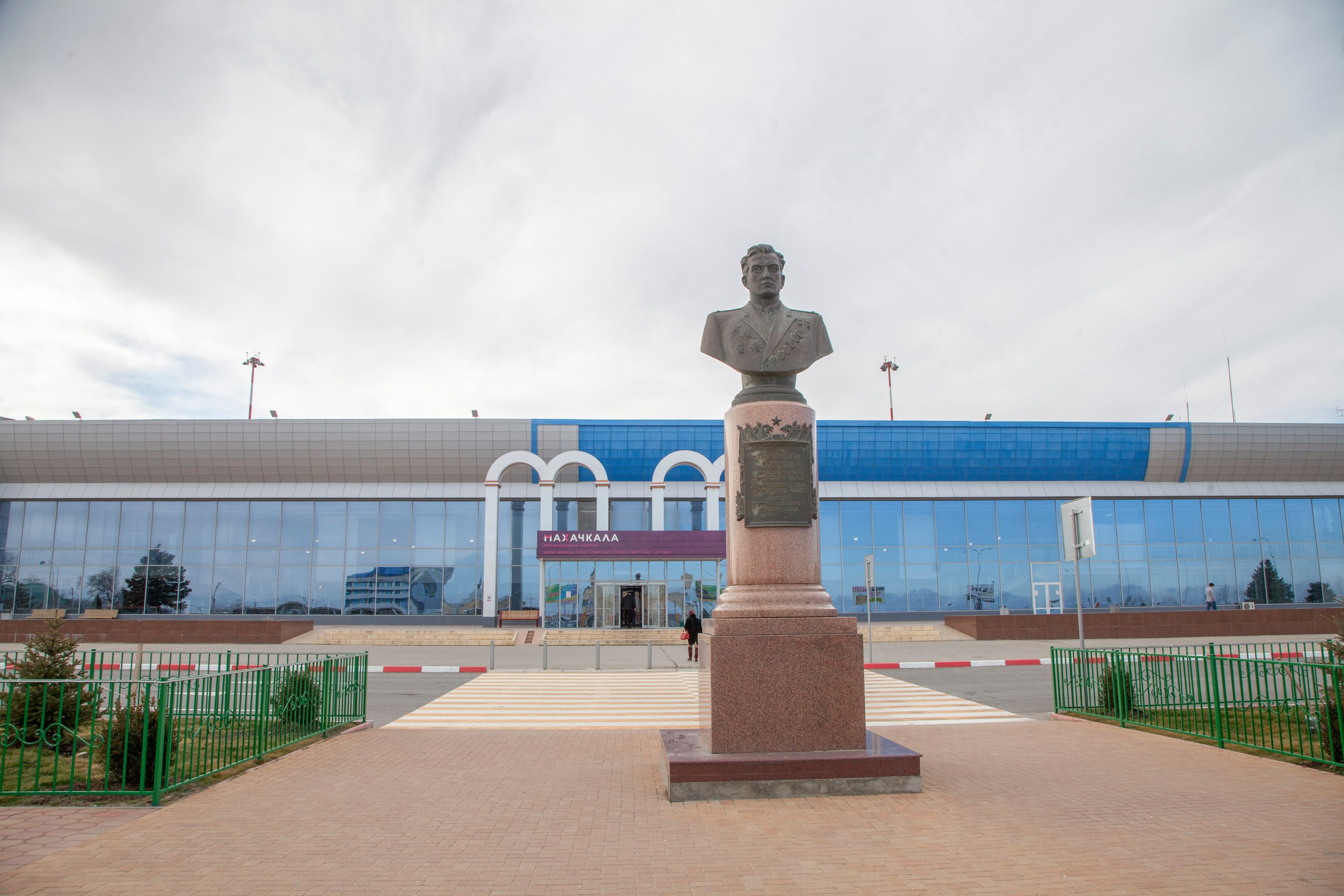
ウイタシュ空港にある胸像

## 栄典
- ソ連邦英雄 2回（1943年8月24日、1945年6月29日）
- ソ連名誉試験操縦士（1961年9月23日）
- スターリン国家賞 第2席（1953年2月3日）
- レーニン勲章 3回（1942年10月23日、1943年2月14日、1943年8月24日）
- 赤旗勲章 4回（1942年7月31日、1943年10月13日、1945年4月20日、1953年2月3日）
- アレクサンドル・ネフスキー勲章（ロシア語版）（1943年10月13日）
- 一等祖国戦争勲章（1945年1月20日）
- 赤星勲章（1941年11月5日）
- 名誉勲章（1961年7月31日）
- スターリングラード防衛記章
- ケーニヒスベルク占領記章（ロシア語版）
- ベルリン攻略記章

## 撃墜スコア
アメト＝ハーンの撃墜数については、個人撃墜30機、共同撃墜19機という見解が多数である

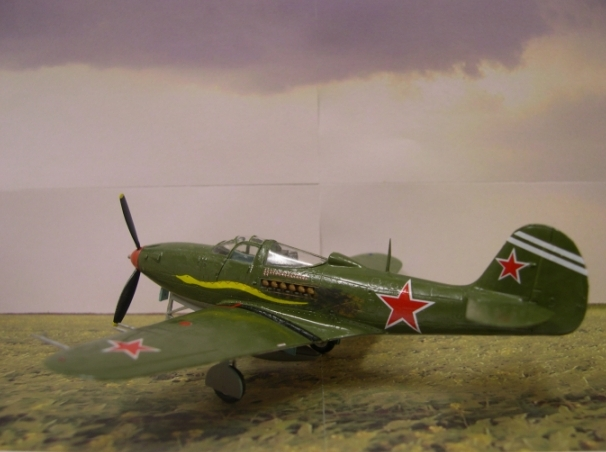
乗機P-39の模型

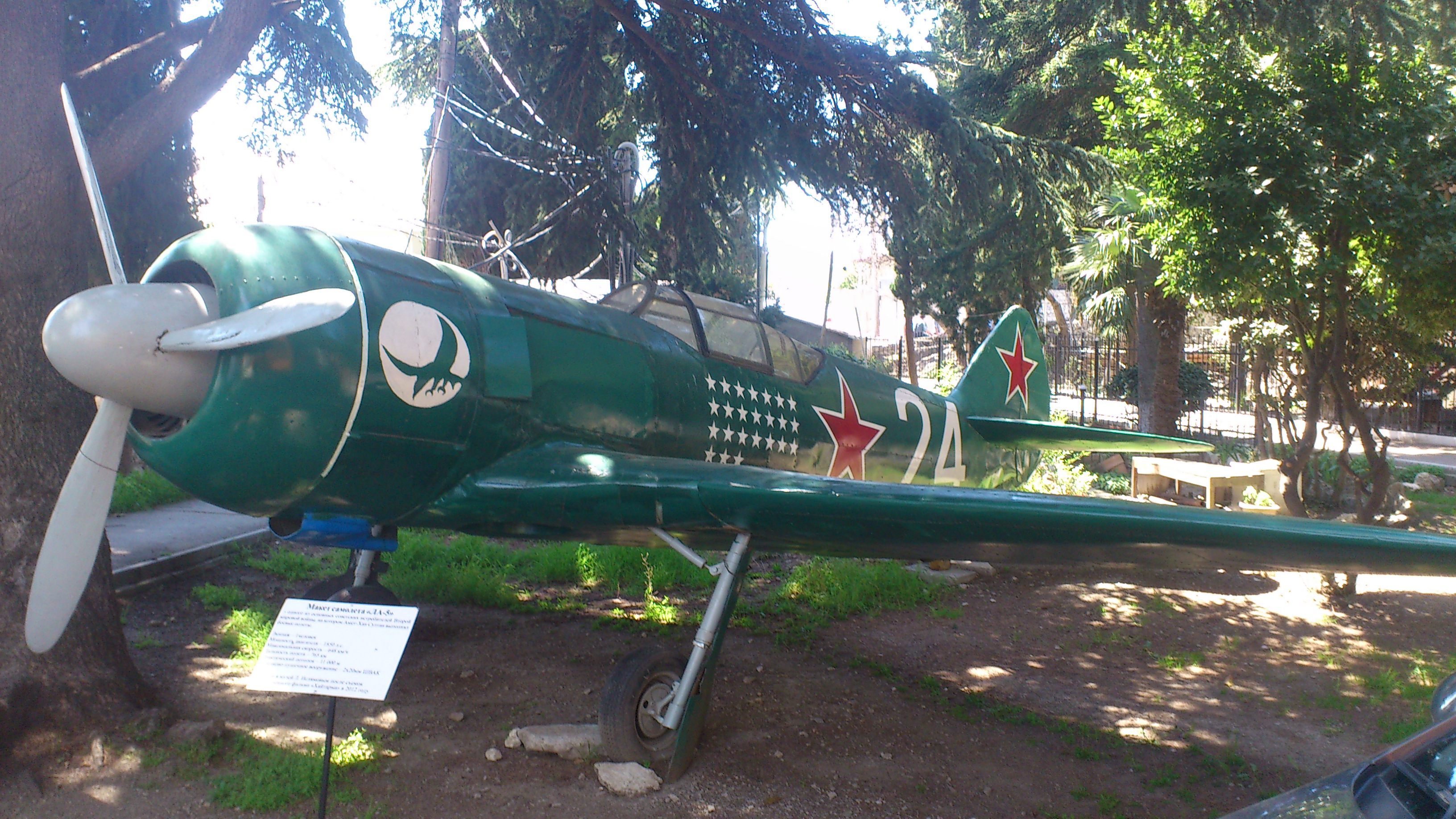
アルプカのアメト＝ハーン・スルタン博物館にある乗機La-7のレプリカ

| 日付           | 状況       | 敵機   | 乗機                |
| -------------- | ---------- | ------ | ------------------- |
| 1942年5月31日  | 単独       | Ju 88  | ホーカー ハリケーン |
| 1942年7月6日   | 共同       | Bf 109 | ホーカー ハリケーン |
| 1942年7月6日   | 共同       | Bf 109 | ホーカー ハリケーン |
| 1942年7月8日   | 共同       | Bf 109 | ホーカー ハリケーン |
| 1942年7月8日   | 共同       | Bf 109 | ホーカー ハリケーン |
| 1942年7月8日   | 共同       | Bf 109 | ホーカー ハリケーン |
| 1942年7月8日   | 共同       | Bf 109 | ホーカー ハリケーン |
| 1942年7月9日   | 共同       | Bf 109 | ホーカー ハリケーン |
| 1942年7月10日  | 共同       | Bf 109 | ホーカー ハリケーン |
| 1942年7月21日  | 単独       | Bf 109 | ホーカー ハリケーン |
| 1942年7月21日  | 共同       | Bf 109 | ホーカー ハリケーン |
| 1942年7月21日  | 共同       | Bf 109 | ホーカー ハリケーン |
| 1942年7月21日  | 共同       | He-113 | ホーカー ハリケーン |
| 1942年7月23日  | 共同       | Ju-87  | ホーカー ハリケーン |
| 1942年8月23日  | 単独       | Bf 109 | Yak-7               |
| 1942年9月2日   | 単独       | Bf 109 | Yak-7               |
| 1942年9月3日   | 単独       | Bf 109 | Yak-7               |
| 1942年9月7日   | 単独       | Bf 109 | Yak-7               |
| 1942年9月8日   | 共同       | Bf 109 | Yak-7               |
| 1942年9月9日   | 共同       | Ju-88  | Yak-7               |
| 1942年9月11日  | 共同       | Ju-88  | Yak-7               |
| 1942年9月14日  | 共同       | FW-189 | Yak-7               |
| 1942年9月14日  | 共同       | Ju-88  | Yak-7               |
| 1942年9月14日  | 共同       | Bf 109 | Yak-7               |
| 1942年9月15日  | 共同       | Bf 109 | Yak-7               |
| 1942年9月15日  | 単独       | Bf 109 | Yak-7               |
| 1942年12月13日 | 単独       | He-111 | Yak-1               |
| 1943年3月21日  | 単独       | Bf 109 | Yak-1               |
| 1943年3月25日  | 単独       | Ju-87  | Yak-1               |
| 1943年3月25日  | 単独       | Bf 109 | Yak-1               |
| 1943年7月22日  | 単独       | He-111 | Yak-1               |
| 1943年7月24日  | 単独       | He-111 | Yak-1               |
| 1943年8月20日  | 単独       | Ju-87  | P-39 エアラコブラ   |
| 1943年8月20日  | 単独       | Ju-87  | P-39 エアラコブラ   |
| 1943年8月21日  | 単独       | Ju-88  | P-39 エアラコブラ   |
| 1943年8月21日  | 単独       | He-111 | P-39 エアラコブラ   |
| 1943年10月2日  | 単独       | Ju-88  | P-39 エアラコブラ   |
| 1943年10月6日  | 単独       | Bf 109 | P-39 エアラコブラ   |
| 1943年10月10日 | 単独       | Ju-87  | P-39 エアラコブラ   |
| 1944年2月8日   | 単独       | Ju-88  | P-39 エアラコブラ   |
| 1944年3月13日  | 単独       | Bf 109 | P-39 エアラコブラ   |
| 1944年3月22日  | 単独       | Ju-52  | P-39 エアラコブラ   |
| 1944年4月24日  | individual | FW-190 | P-39 エアラコブラ   |
| 1945年1月14日  | 単独       | FW-190 | La-7                |
| 1945年1月16日  | 単独       | FW-190 | La-7                |
| 1945年1月16日  | 単独       | FW-190 | La-7                |
| 1945年1月18日  | 単独       | FW-190 | La-7                |
| 1945年4月13日  | 単独       | Bf 109 | La-7                |
| 1945年4月29日  | 単独       | FW-190 | La-7                |